# Phragmacossia fansipangi
Phragmacossia fansipangi is een geslacht van vlinders in de familie houtboorders (Cossidae). De wetenschappelijke naam werd voor het eerst geldig gepubliceerd in 2009 door Roman Viktorovich Yakovlev & Thomas Joseph Witt.

## Type
- holotype: "male, 25.-30.III.1995. leg. Sinyaev & Schintlmeister"
- instituut: MWM, München, Duitsland
- typelocatie: "Vietnam, Mt. Fan-si-pan, Cha pa, 22°17'N, 103°44'E"